# Кубок Франції з футболу 2024—2025
Кубок Франції з футболу 2024–2025 — 108-й розіграш кубкового футбольного турніру у Франції. 
Парі Сен-Жермен здобув перемогу у Кубку вдруге поспіль.

## Календар
| Етап                           | Раунд       | Дата                         |                              |
| ------------------------------ | ----------- | ---------------------------- | ---------------------------- |
| Попередній етап (регіональний) | 1 Раунд     | Регіональні дати             | Регіональні дати             |
| Попередній етап (регіональний) | 2 Раунд     | Регіональні дати             | Регіональні дати             |
| Попередній етап (регіональний) | 3 Раунд     | 14–15 вересня 2024           | 14–15 вересня 2024           |
| Попередній етап (регіональний) | 4 Раунд     | 28–29 вересня 2024           | 28–29 вересня 2024           |
| Попередній етап (регіональний) | 5 Раунд     | 12–13 жовтня 2024            | 12–13 жовтня 2024            |
| Попередній етап (регіональний) | 6 Раунд     | 26–27 жовтня 2024            | 26–27 жовтня 2024            |
| Попередній етап (національний) | 7 Раунд     | 16–17 листопада 2024         | 16–17 листопада 2024         |
| Попередній етап (національний) | 8 Раунд     | 30 листопада – 1 грудня 2024 | 30 листопада – 1 грудня 2024 |
| Фінальний етап                 | 1/32 фіналу | 20–22 грудня 2024            | 20–22 грудня 2024            |
| Фінальний етап                 | 1/16 фіналу | 14–22 січня 2025             | 14–22 січня 2025             |
| Фінальний етап                 | 1/8 фіналу  | 4–6 лютого 2025              | 4–6 лютого 2025              |
| Фінальний етап                 | 1/4 фіналу  | 25–26 лютого 2025            | 25–26 лютого 2025            |
| Фінальний етап                 | 1/2 фіналу  | 1–2 квітня 2025              | 1–2 квітня 2025              |
| Фінальний етап                 | Фінал       | 24 травня 2025               | 24 травня 2025               |

## Регламент
Кубок Франції складається з двох етапів:
- відбіркового, який складається з шести регіональних етапів (перші два організовуються в кожному регіоні за своєю схемою для клубів регіональних ліг, наступні чотири організовуються в регіонах централізовано за участі клубів з національних аматорських і напівпрофесіональних ліг) та двох національних етапів (7-й і 8-й етап, з 7-го стартують клуби Ліги 2 та представники заморських територій);
- фінального, який починається з 1/32 фіналу — з цього раунду стартують клуби провідної Ліги 1.

## 1/32 фіналу

### Група A
| Команда 1         | Рахунок      | Команда 2    |
| ----------------- | ------------ | ------------ |
| 20 грудня 2024    |              |              |
| Еспалі (5)        | 1:1 пен. 4:3 | Діжон (3)    |
| ГОАЛ (4)          | 1:2          | Ансі (2)     |
| 21 грудня 2024    |              |              |
| Канн (4)          | 3:2          | Гренобль (2) |
| Бургуен-Жальє (5) | 4:1          | Мартіг (2)   |
| О Ліонне (5)      | 0:0 пен. 2:4 | Тулуза (1)   |
| Корте (5)         | 1:1 пен. 3:5 | Ніцца (1)    |
| Ле-Пюї (4)        | 4:0          | Монпельє (1) |
| 22 грудня 2024    |              |              |
| Сент-Етьєн (1)    | 0:4          | Марсель (1)  |
| Сен-Жан (6)       | 1:4          | Монако (1)   |
| Сошо (3)          | 0:0 пен. 5:3 | Клермон (2)  |

### Група B
| Команда 1        | Рахунок      | Команда 2                |
| ---------------- | ------------ | ------------------------ |
| 20 грудня 2024   |              |                          |
| Труа (2)         | 3:0          | Мец (2)                  |
| Агено (4)        | 4:1          | Булонь (3)               |
| Бастія (2)       | 5:0          | РК Сен-Жозеф (Мартиніка) |
| Руан (3)         | 0:1          | Лілль (1)                |
| 21 грудня 2024   |              |                          |
| Феньє-Ольнуа (4) | 1:2          | Ліон (1)                 |
| Таон (5)         | 2:1          | Ам'єн (2)                |
| Дрансі (5)       | 0:4          | Нант (1)                 |
| Кале (5)         | 0:3          | Страсбур (1)             |
| 22 грудня 2024   |              |                          |
| Мюциг (6)        | 1:3          | Реймс (1)                |
| Осер (1)         | 0:1          | Дюнкерк (2)              |
| Тьйонвіль (4)    | 2:2 пен. 4:5 | Валансьєн (3)            |

### Група C
| Команда 1       | Рахунок      | Команда 2           |
| --------------- | ------------ | ------------------- |
| 20 грудня 2024  |              |                     |
| Мериньяк (6)    | 0:0 пен. 3:4 | Лаваль (2)          |
| 21 грудня 2024  |              |                     |
| Ла-Рош (4)      | 0:1          | Брест (1)           |
| Брієшен (4)     | 1:0          | Гавр (1)            |
| Дів (5)         | 2:0          | Сен-Дені (Реюньйон) |
| Тур (6)         | Скасовано    | Лор'ян (2)          |
| 22 грудня 2024  |              |                     |
| Бордо (4)       | 1:4          | Ренн (1)            |
| Генгам (2)      | 2:1          | Кан (2)             |
| Бобіньї 93 (4)  | 0:1          | Анже (1)            |
| Сен-Фільбер (5) | 0:2          | Кевії (3)           |
| Марманд (7)     | 0:7          | Ле-Ман (3)          |
| Ланс (1)        | 1:1 пен. 3:4 | Парі Сен-Жермен (1) |

## 1/16 фіналу
| Команда 1         | Рахунок      | Команда 2           |
| ----------------- | ------------ | ------------------- |
| 14 січня 2025     |              |                     |
| Бастія (2)        | 0:1          | Ніцца (1)           |
| Дів (5)           | 1:0          | Ле-Пюї (4)          |
| Ле-Ман (3)        | 1:1 пен. 4:3 | Валансьєн (3)       |
| Генгам (2)        | 2:2 пен. 9:8 | Сошо (3)            |
| Реймс (1)         | 1:1 пен. 3:1 | Монако (1)          |
| Марсель (1)       | 1:1 пен. 3:4 | Лілль (1)           |
| 15 січня 2025     |              |                     |
| Бургуен-Жальє (5) | 2:2 пен. 4:2 | Ліон (1)            |
| Тулуза (1)        | 2:1          | Лаваль (2)          |
| Кевії (3)         | 2:3          | Анже (1)            |
| Труа (2)          | 1:0          | Ренн (1)            |
| Брієшен (4)       | 1:1 пен. 4:3 | Ансі (2)            |
| Брест (1)         | 2:1          | Нант (1)            |
| Таон (5)          | 2:2 пен. 3:5 | Страсбур (1)        |
| Канн (4)          | 2:1          | Лор'ян (2)          |
| Еспалі (5)        | 2:4          | Парі Сен-Жермен (1) |
| 22 січня 2025     |              |                     |
| Агено (4)         | 1:3          | Дюнкерк (2)         |

## 1/8 фіналу
| Команда 1         | Рахунок      | Команда 2           |
| ----------------- | ------------ | ------------------- |
| 4 лютого 2025     |              |                     |
| Лілль (1)         | 1:1 пен. 4:5 | Дюнкерк (2)         |
| Труа (2)          | 1:2          | Брест (1)           |
| Ле-Ман (3)        | 0:2          | Парі Сен-Жермен (1) |
| 5 лютого 2025     |              |                     |
| Брієшен (4)       | 2:1          | Ніцца (1)           |
| Тулуза (1)        | 0:2          | Генгам (2)          |
| Канн (4)          | 5:3          | Дів (5)             |
| Страсбур (1)      | 1:3          | Анже (1)            |
| 6 лютого 2025     |              |                     |
| Бургуен-Жальє (5) | 0:0 пен. 2:3 | Реймс (1)           |

## 1/4 фіналу
| Команда 1      | Рахунок      | Команда 2           |
| -------------- | ------------ | ------------------- |
| 25 лютого 2025 |              |                     |
| Анже (1)       | 1:1 пен. 3:5 | Реймс (1)           |
| Канн (4)       | 3:1          | Генгам (2)          |
| 26 лютого 2025 |              |                     |
| Брест (1)      | 2:3          | Дюнкерк (2)         |
| Брієшен (4)    | 0:7          | Парі Сен-Жермен (1) |

## 1/2 фіналу
| Команда 1     | Рахунок | Команда 2           |
| ------------- | ------- | ------------------- |
| 1 квітня 2025 |         |                     |
| Дюнкерк (2)   | 2:4     | Парі Сен-Жермен (1) |
| 2 квітня 2025 |         |                     |
| Канн (4)      | 1:2     | Реймс (1)           |

## Фінал
| 24 травня 2025 22:00 (EEST) |

| «Парі Сен-Жермен»           | 3:0      | «Реймс» |
| --------------------------- | -------- | ------- |
| Баркола 16', 19' Хакімі 43' | Протокол |         |

| Стад-де-Франс, Сен-Дені Глядачів: 77 101 Арбітр: Бенуа Бастьєн |